# Kämpa för ett ädelt mål
Kämpa för ett ädelt mål är en sång från 1873 med text och musik av Philip Paul Bliss. Den svenska översättningen gjordes 1876 av Teodor Trued Truvé. 

## Publicerad i
- Frälsningsarméns sångbok 1968 som nr 687 under rubriken "Barn Och Ungdom".
- Frälsningsarméns sångbok 1990 som nr 624 under rubriken "Strid och kallelse till tjänst".